# Imobiliária
Imobiliária, agência imobiliária, agência ou empresa de mediação imobiliária é um tipo de empresa que atua no mercado imobiliário, na intermediação de venda ou locação de imóveis, tais como, casas e apartamentos, salas e escritórios, bem como proceder a administração de imóveis locados. Pela venda ou locação de um imóvel, a imobiliária ganha uma comissão, a qual é devida pelo dono do imóvel.

## Brasil
No Brasil, uma imobiliária tem de estar credenciada pelo Conselho Regional de Corretores de Imóveis (CRECI) e pelo Conselho Federal de Corretores de Imóveis (COFECI) para atuar no mercado imobiliário.
De acordo com a Associação Brasileira das Entidades de Crédito Imobiliário e Poupança (Abecip), em 2011, os financiamentos para a compra e construção de imóveis atingiram a marca de R$ 79,9 bilhões, sendo considerado o maior volume já registado em todo o país. Ao todo, foram emprestados R$ 23,7 bilhões a mais do que em 2010, o que representou crescimento de 42%.
Em 2015 as imobiliárias sofreram muito com a crise econômica Brasileira, onde ocorreu uma queda de 50% no volume de financiamentos, crise essa que em 2016 só se agravou, fazendo com que os imóveis tenham tido uma queda real de seus preços.

## Portugal
Em Portugal todas as empresas e pessoas que atuem na mediação imobiliária devem estar licenciados pelo Instituto dos Mercados Públicos do Imobiliário e da Construção.